# Franky Snow
Pour les articles homonymes, voir Snow.
Franky Snow est le héros et le titre d'une série de bande dessinée créée par Buche en 1999. Il apparaissait régulièrement dans le mensuel Tchô ! édité par Glénat. En 2021, la série compte un total de treize tomes.

## Synopsis
Franky Snow est une bande dessinée humoristique traitant du sport, qui relate les aventures de Franky Snow et sa bande de copains, tous férus de sport de glisse : surf, skate, snowboard, roller, VTT extrême, ski freestyle, BMX, etc. La bande dessinée se distingue par sa représentation réaliste du monde du ride. Elle reproduit par exemple fidèlement les noms des figures, les styles vestimentaires des adeptes de la glisse, leur manière de parler.

## Histoire
En 2020, la plateforme Stop-Covid, qui réunit tous les dessins humoristiques, dont ceux de Zep (Titeuf) et Buche (Franky Snow), destinés à remonter le moral au plus fort de la crise sanitaire, accueille plusieurs affiches pour rappeler les gestes élémentaires pour vivre ensemble sans pour autant mettre sa santé en danger. Cette même année, Éric Buche est annoncé à la librairie jeunesse Momie de Grenoble pour une séance de dédicace pour Franky Snow.

## Personnages
- Franky Snow : héros de la série, coiffé d'une petite coupe de mèche bleue. Doué pour le skate, le snowboard, le surf et le roller, il est très optimiste et surtout fonceur, il est fou amoureux de Adrénaline et est prêt à tout pour elle, ce qui le pousse très souvent à commettre des erreurs stupides mais assisté de ses deux meilleurs copains, ils auront à vivre de folles aventures. Sa couleur fétiche est le bleu.
- Ben/Benoît : acolyte de Franky. Obèse et moqueur, il est doué pour le vélo et avec lequel il peut réaliser des figures. Il a deux dents de lapins au milieu et est constamment vêtu d'une casquette et d'un blouson aux couleurs des Bulls de Chicago. Sa couleur fétiche est le rouge. Dans le dessin animé, il raffole de tartes.
- Zacharie/Zack : acolyte de Franky. Le plus grand (et le plus beau) du groupe. Dragueur invétéré, il est spécialisé dans le roller et est habillé constamment tout en jaune même de sa casquette excepté les chaussures et les gants ; sa couleur fétiche est donc le jaune. Dans le dessin animé, il est montré particulièrement maladroit.
- Adrénaline : béguin secret de Franky. Elle adore tout sur les nouveautés et la mode voire faire beaucoup du shopping et rêve d'être une star d'Hollywood. Elle est aussi très manipulatrice et elle aime aussi au fond d'elle Franky.
- Tatie : grand-tante de Franky qu'elle trouve trop têtu et irresponsable. Malgré cela, elle a beaucoup d'attention à son égard même malgré son vieil âge. Dans le dessin animé, elle est appelée « Mamie » ; il s'agit de sa grand-mère qui a encore une grande allure physique et une bonne intelligence.
- Dagobert : chien de la Tatie de Franky. ( Mamie dans le dessin animé, où il est doté d'une étonnante intelligence et d'une bravoure, il s'est montré doué pour la danse. Malgré les mèches poilues qui recouvrent ses yeux, il est très vicieux).
- Julie : la petite amie de Zack, qui est très jalouse et, de ce fait, aura beaucoup à faire, son « Zackounet » chéri n'étant pas toujours très fidèle.
- Moby : un ami rencontré lors d'un rendez-vous raté pour faire du surf. Il est très branché technologies : mobiles (d'où son surnom), consoles, musique ; il porte en permanence des lunettes vertes, et souvent de grands écouteurs également verts, comme sa couleur fétiche.
- Grinepisse/Piste verte : un ami écolo de Franky dont ce dernier trouve que son idée de préserver la paix dans le monde et de secourir les animaux en voie de disparition, est beaucoup trop agaçant.
- Kevin : vendeur de skateboard dans le magasin Hotspot. Il est bigleux et il déteste faire du crédit dans sa marchandise même en cas de danger excepté une seule fois à cause de Franky.
- Louise/Loulou : petite sœur de Zack (sa cousine dans le dessin animé), elle a étudié à l'étranger et rédige un blog. Dans le dessin animé, elle a l'âme d'un garçon manqué. Malgré tout, elle adore les trucs féminins comme faire du shopping ou aller au cinéma. Elle est amoureuse de Franky et veut toujours tout faire pour lui et aussi pour le remettre dans le droit chemin si possible. Elle est super sympa et elle est douée pour le roller.
- Jules (uniquement dans le dessin animé) : ami de Franky et dans un état handicapé à la suite d'un grave accident de skateboard. Il porte une casquette jaune et adore par-dessus tout le skate.
- Les Mammouths (uniquement dans le dessin animé) : surnommés ainsi par les habitants du quartier du fait de leur force dominatrice et de leur autorité invincible. Il s'agit au fait de jumeaux : l'un se nomme Jean-Pierre et a une coiffe bleue et une marque de Plus sur son débardeur et l'autre Pierre-Jean qui a une coiffe violette et un Moins sur son débardeur. Malgré leur force, ils n'en restent pas moins de gros crétins aimant tout chambouler par-dessus leur désir.

Aussi d'autres personnages apparaîtront au fil de la série, en tant qu'amis, petits-amis, rivaux et stars. Tous défileront dans d'uniques épisodes.

## Liste des albums
- 1999 : Slide à mort (Glénat)[4]
- 2000 : Totale éclate (Glénat)
- 2001 : Frime Contrôle (Glénat)
- 2002 : Snow revolution (Glénat)
- 2003 : Une vague de fraîcheur (Glénat)
- 2004 : Bienvenue à Gamelleland (Glénat)
- 2006 : Gang de pros  (Glénat)
- 2008 : Raid d'enfer (Glénat)
- 2008 : Surf paradise club  (Glénat)
- 2009 :  Fondu de snow (Glénat)
- 2011 :  Franky Snow s'envoie en l'air (Glénat)
- 2014 :  L'effet papillon (Glénat)
- 2017 :  Digital détox (Glénat)

## Série d'animation
Une adaptation de la bande dessinée en série d'animation par Toon Factory est annoncée courant 2007. Pour cette adaptation, Buche explique que « J’ai commencé à entreprendre la longue marche, difficile pour un producteur, d’acheter les droits, de se mettre d’accord sur l’adaptation. C’est difficile, parce qu’il y a plein de barrières à franchir. La première est de s’assurer auprès de l’éditeur qu’il détient bien les droits d’adaptation de l’œuvre. C’est ce qui s’appelle sécuriser la chaîne des droits. Ensuite, il faut arriver à convaincre l’auteur d’adapter son enfant, et cela ce n’est pas toujours facile ». 
La série a été diffusée sur M6 (dans l'émission M6 Kid) et Canal J (dans l'émission Total BD) en 2007. Puis sur Gulli et Gulli Africa. Elle est disponible sur la plateforme ADN depuis le 28 juillet 2021.

### Distribution
- Smaïn[8]  : Franky Snow
- Martial Le Minoux[8] : Ben
- Dorothée Pousséo[8] : Adrénaline
- Nathalie Bienaimé[8] : Loulou, voix additionnelles
- Julien Sibre[8] : Zack
- Emmanuel Fouquet[8] : Piste Verte, Jean-Pierre et Pierre-Jean
- Sylvie Ferrari[8] : la mamie
- Yann Pichon : Jules, Kevin, voix additionnelles

 Source et légende : version française (VF) sur RS Doublage et crédits du générique de fin.
- Version originale
  - Direction artistique : Emmanuel Fouquet
  - Studio d'enregistrement : Tabb Studios
  - Adaptation : David Cox et Philippe Girard

## En savoir plus